# Rodolfo Torti
Rodolfo Torti (* 24. Juni 1947 in Rom, Italien) ist ein italienischer Comiczeichner.

## Leben und Werk
Nach einem Studium im Bereich Trickzeichnen am Istituto di stato per la cinematografia e la televisione begann Torti seine Berufslaufbahn in der Werbebranche sowie – unter dem Pseudonym Guglielmi – in der Malerei. Seine ersten Comicveröffentlichungen entstanden in den frühen 1970er Jahren für die Zeitschriften Croce di Guerra und Nuovo Flash. Ab dem Jahr 1974 zeichnete er für die Zeitschriften Lanciostory und Skorpio diverse Comics, darunter die auf dem Comicsalon in Lucca ausgezeichnete Serie Yeti. Für die Zeitung Il Giornalino, für die Torti ab 1978 zeichnete, schuf er die Serien Firemen (Texte von Roberto Dal Pra') und Rosco e Sonny (Texte von Claudio Nizzi). Für die Zeitschrift Playmen entstand in Zusammenarbeit mit Franco Saudelli und Massimo Rotundo unter dem Gemeinschaftspseudonym Tortelli die Serie Rudy X. Von 1986 bis 1995 war Torti künstlerischer Leiter des Magazins Comic Art. Zu den Texten von Ottavio De Angelis zeichnete er für das Magazin L'Eternauta ab 1990 die Serie Johnson. Ebenfalls in diesem Zeitraum zeichnete Torti einige Episoden der von Alfredo Castelli geschaffenen Serie Martin Mystère.
Auf Deutsch ist von Torti ein Album der Reihe Jan Karta veröffentlicht worden. Dabei handelt es sich ebenfalls um eine Zusammenarbeit mit Roberto Dal Pra'.